# Earl Hutto
Earl Dewitt Hutto (Midland City, 12 maggio 1926 – Pensacola, 14 dicembre 2020) è stato un politico statunitense, membro della Camera dei Rappresentanti per lo stato della Florida dal 1979 al 1995.

## Biografia
Nato in Alabama, Hutto studiò alla Northwestern University e in seguito lavorò come presidente di alcune stazioni radiofoniche e come proprietario di un'agenzia pubblicitaria.
Nel 1972 venne eletto all'interno della legislatura statale della Florida come membro del Partito Democratico e nel 1979 approdò alla Camera dei Rappresentanti. Hutto vi rimase fino al 1995, quando decise di non chiedere la rielezione dopo sedici anni.
Durante la permanenza al Congresso Hutto era considerato un democratico molto moderato e fu per questo motivo che venne sostenuto dagli elettori del suo distretto, molto più favorevoli all'ideologia repubblicana che non a quella democratica. Dopo il suo ritiro infatti il seggio venne occupato esclusivamente da deputati repubblicani. Nel 1986, ad esempio, votò contro il Comprehensive Anti-Apartheid Act, che imponeva delle sanzioni contro il regime razzista del Sudafrica.
Hutto morì il 14 dicembre 2020.